# 浮気はその日の出来心
『浮気はその日の出来心』（うわきはそのひのできごころ）は、1933年に日本で公開されたサイレント映画。大都映画製作。

## スタッフ
- 監督：吉村操
- 脚本：山本三八
- 原作：太田辰三
- 撮影：笠間秀敏

## キャスト
- 山本義男：藤間林太郎
- 妻時子：琴糸路
- 高田実：小川国松
- 妻静江：日島小夜子
- 野原正治：大岡怪童
- 妻保子：河野清子
- 千代菊：久野あかね
- ダンサー朱実：琴美津子
- 番頭：山吹徳三郎
- 女中：大山デブ子
- 魚屋留さん：佐田豊彦